# Lacanobia contrastata
Lacanobia contrastata là một loài bướm đêm trong họ Noctuidae.